# ステージ101 (アルバム)
『ステージ101』は、NHK総合テレビジョンの音楽番組『ステージ101』のレギュラー・グループだったヤング101が1971年にステージ101の名義で発表した、初のオリジナル・アルバムである。

## 解説
本作は1970年1月に『ステージ101』の放送が開始されてから1年3か月後の1971年4月5日に、EXPRESS/東芝音楽工業から発表された。以下、ライナーノーツの抜粋である。
番組発足の時から、なるべく早い機会にヤング101のLP出版（ママ）を実現したいと思っていましたが、何しろ番組制作のスケジュールやトレーニングに追われて、なかなか思うように行かず、いささか焦り気味の感さえあります。ですから今回の場合は、ヤング101の全員参加ではなく、いわばピックアップ・メンバーによる作品となった訳です。
曲目の殆どは「ステージ101」のオリジナル・ソングで構成されておりますが、ソロをとった諸君は必ずしも、TVの場合と同一の人ではありません。これは我田引水になりますが、番組でも、ソロの人選に迷う位、人材が豊富です。今回の盤を聞いても（ママ）、それぞれ個性を十分発揮しているようできっとご満足いただけると思います。—三ツ橋実（NHK芸能局）

## 収録曲
『作詞』の括弧内は日本語詞の作者名を示す。

### オリジナルLP
| #  | タイトル           | 作詞       | 作曲       | 編曲   | 歌                    |
| -- | ------------------ | ---------- | ---------- | ------ | --------------------- |
| 1. | 「涙をこえて」     | かぜ耕士   | 中村八大   | 山屋清 | ヤング101             |
| 2. | 「しあわせの限界」 | 片桐和子   | 佐和田容堂 | 山屋清 | 串田アキラ            |
| 3. | 「恋人中心世界」   | 小平なほみ | 中村八大   | 山屋清 | 井口典子＆ヤング101   |
| 4. | 「めざめ」         | 片桐和子   | 佐和田容堂 | 山屋清 | 串田アキラ            |
| 5. | 「涙のしのび逢い」 | なかにし礼 | 鈴木邦彦   | 山屋清 | 牧みゆき＆ヤング101   |
| 6. | 「夕べの祈り」     | 有馬三恵子 | 中村八大   | 山屋清 | ザ・バーズ＆ヤング101 |

| #  | タイトル                                           | 作詞                                   | 作曲                       | 編曲       | 歌                    |
| -- | -------------------------------------------------- | -------------------------------------- | -------------------------- | ---------- | --------------------- |
| 1. | 「旅 A Place In The Sun」                          | Brian Wells, Ronald Miller（片桐和子） | Brian Wells, Ronald Miller | 山屋清     | 串田アキラ＆ヤング101 |
| 2. | 「再びのワルツ」                                   | 橋本淳                                 | 筒美京平                   | 筒美京平   | 牧みゆき              |
| 3. | 「恋の億万長者 If You Could Put That In A Bottle」 | Billy Meshel（片桐和子）               | Billy Meshel               | ザ・バロン | ザ・バロン            |
| 4. | 「ハイスクール・ブギ」                             | 阿久悠                                 | 都倉俊一                   | 川口真     | 水木誠                |
| 5. | 「気になるわ」                                     | 岩谷時子                               | いずみたく                 | 山屋清     | 一城みゆ希＆ヤング101 |
| 6. | 「かぜはなにいろ」                                 | 並木六郎                               | 三木たかし                 | 山屋清     | 若子内悦郎＆ヤング101 |

### CD
Ultra-vibe、CDSOL-1077
| #   | タイトル                                           | 作詞                                   | 作曲                       | 編曲       | 歌                    |
| --- | -------------------------------------------------- | -------------------------------------- | -------------------------- | ---------- | --------------------- |
| 1.  | 「涙をこえて」                                     | かぜ耕士                               | 中村八大                   | 山屋清     | ヤング101             |
| 2.  | 「しあわせの限界」                                 | 片桐和子                               | 佐和田容堂                 | 山屋清     | 串田アキラ            |
| 3.  | 「恋人中心世界」                                   | 小平なほみ                             | 中村八大                   | 山屋清     | 井口典子＆ヤング101   |
| 4.  | 「めざめ」                                         | 片桐和子                               | 佐和田容堂                 | 山屋清     | 串田アキラ            |
| 5.  | 「涙のしのび逢い」                                 | なかにし礼                             | 鈴木邦彦                   | 山屋清     | 牧みゆき＆ヤング101   |
| 6.  | 「夕べの祈り」                                     | 有馬三恵子                             | 中村八大                   | 山屋清     | ザ・バーズ＆ヤング101 |
| 7.  | 「旅 A Place In The Sun」                          | Brian Wells, Ronald Miller（片桐和子） | Brian Wells, Ronald Miller | 山屋清     | 串田アキラ＆ヤング101 |
| 8.  | 「再びのワルツ」                                   | 橋本淳                                 | 筒美京平                   | 筒美京平   | 牧みゆき              |
| 9.  | 「恋の億万長者 If You Could Put That In A Bottle」 | Billy Meshel（片桐和子）               | Billy Meshel               | ザ・バロン | ザ・バロン            |
| 10. | 「ハイスクール・ブギ」                             | 阿久悠                                 | 都倉俊一                   | 川口真     | 水木誠                |
| 11. | 「気になるわ」                                     | 岩谷時子                               | いずみたく                 | 山屋清     | 一城みゆ希＆ヤング101 |
| 12. | 「かぜはなにいろ」                                 | 並木六郎                               | 三木たかし                 | 山屋清     | 若子内悦郎＆ヤング101 |